# تناوب لغوي
يحدث التناوب اللغوي أو تبديل اللغة في علم اللغة الاجتماعي عندما يبدل المتكلم بين لغتين أو أكثر، أو لهجات لنفس اللغة، في سياق محادثة واحدة. يستخدم متعددو اللغات -وهم المتحدثون بأكثر من لغة- أحيانًا عناصر من لغات متعددة أثناء حديثهم مع بعضهم البعض. وبالتالي، فالتناوب اللغوي هو استخدام أكثر من تنوع لغوي واحد بطريقة تتفق مع بناء الجملة وفونولوجيا كل تنوع منها.

## الاستعمال
اعتبر العديد من العلماء في أربعينيات وخمسينيات القرن الماضي أن التناوب اللغوي هو استخدام غير متقن للغة. ولكن منذ الثمانينيات من القرن العشرين، أصبح معظم العلماء يعتبرونه ناتجًا طبيعيًا وعاديًا لاستخدام لغتين أو عدة لغات.
يستخدم مصطلح «التناوب اللغوي» أيضًا خارج مجال اللغويات. يستخدم بعض الباحثين هذا المصطلح في الأدب لوصف الأنماط الأدبية التي تتضمن عناصر من عدة لغات مختلفة، مثل الروايات التي كتبها كتاب صينيون-أمريكيون، أو إنجليز-هنود، أو لاتينيون. يستخدم مصطلح التناوب اللغوي في الاستخدام الشعبي أحيانًا للإشارة إلى المزج غير الرسمي المستقر نسبيًا من لغتين، مثل السبانجليزية (Spanglish)، أو التاغليزية (Taglish)، أو الهنجليزية (Hinglish). سواء في الاستخدام الشعبي أو في الدراسة اللغوية الاجتماعية، يستخدم مصطلح التناوب اللغوي في بعض الأحيان للإشارة إلى التبديل بين اللهجات، أو الأساليب، أو القدرات الصوتية. يُمارس هذا الشكل من أشكال التناوب مثلًا من قبل متحدثي اللغة العامية بين لأمريكيين ذوي الأصل الأفريقي أثناء انتقالهم من ظروف أقل رسمية إلى ظروف أكثر رسمية. تُنتقد مثل هذه التناوبات أحيانًا عندما تحدث من قبل شخصيات عامة مثل السياسيين، لأنها تشير إلى عدم الأصالة أو الرياء.

## السمات المميزة
يختلف التناوب اللغوي عن ظواهر الاتصال بلغات أخرى، مثل الألفاظ الدخيلة، واللغة الهجينة، واللغة المولدة، والترجمة الاقتراضية. تؤثر الألفاظ الدخيلة على المعجم وعلى الكلمات المشكلة للغة، في حين أن التناوب اللغوي يحدث في الكلام الفردي. يشكل المتكلمون ويؤسسون لغة هجينة عندما يكوّن متحدثان أو أكثر لا يتحدثون لغة مشتركة لغة وسيطة ثالثة. من ناحية أخرى، يمارس المتكلمون التناوب اللغوي إذا كان كل منهما يجيد اللغتين. يُعد خلط اللغات مصطلحًا ذا صلة موضوعيًا، لكن استخدام المصطلحين (تناوب لغوي – خلط اللغات) يتفاوت؛ يستخدم بعض الباحثين كلا المصطلحين للدلالة على نفس الممارسة، بينما يستخدم البعض الآخر مصطلح خلط اللغات للدلالة على الخصائص اللغوية الرسمية لظواهر الاتصال اللغوي، ومصطلح التناوب اللغوي للدلالة على الاستخدامات الفعلية المنطوقة من قبل الأشخاص متعددي اللغات.

### التناوب اللغوي والتداخل اللغوي
هناك الكثير من النقاش في مجال اللغويات فيما يتعلق بالتمييز بين التناوب اللغوي والتداخل اللغوي. وفقًا لجينين تريفرز-دالر: «إن التفكير في التناوب اللغوي والتداخل اللغوي كظاهرتين متشابهتين مفيد إذا أراد المرء أن تكوين نظرية بسيطة قدر الإمكان، وبالتالي فالأمر يستحق المحاولة لتحقيق هدف تجاه هذه المقاربة الموحدة، ما لم يكن هناك دليل دامغ على عدم إمكانية ذلك».
لا يتفق جميع اللغويين على ما إذا كان ينبغي اعتبارهما ظاهرتين متماثلتين. يشير اللغويون في بعض الحالات إلى مزايا وعيوب التداخل اللغوي على أنهما ظاهرتان منفصلتان، أي الانتقال اللغوي والتداخل اللغوي على التوالي. في هذه الآراء، يشتمل هذان النوعان من التداخل اللغوي -بالإضافة إلى التناوب اللغوي- على ما يعرف باسم التأثير اللغوي المتداخل.
يمكن حل جزء من هذه المناقشة بمجرد توضيح بعض التعريفات الرئيسية. من الواضح أن اللغويين يستخدمون أحيانًا مصطلحات مختلفة للإشارة إلى نفس الظاهرة، ما قد يجعل من المربك التمييز بين ظاهرتين من خلال خطاب مستقصي. على سبيل المثال، يستخدم اللغويون النفسيون في كثير من الأحيان مصطلح «تناوب اللغة» (language switching) للإشارة إلى «التبديل المتحكم به والمرغوب فيه» إلى لغة أخرى. ومع ذلك، لا يكاد اللغويون الذين يعملون على التناوب اللغوي العادي يستخدمون هذا المصطلح.

## مكان التناوب اللغوي
بين جملتين أو في نفس الجملة.

## متى يتم هذا التناوب
غالبا مايتم : عندما يتغير الموضوع من ثقافة اللغة الأولى التي يجري بها الحديث إلى ثقافة اللغة الثانية التي سينتقل إليها الحديث أو المداخلة.
أو عندما تمر في اللغة الأولى التي يجري بها الحديث كلمة من اللغة الثانية التي سينتقل إليها الحديث أو المداخلة.

## مغالطات
بعض المقالات غير المختصة على الإنترنت نقلت المصطلح إلى العربية بشكل غير دقيق فسمّته التداخل اللغوي وهذا خطأ لأن هذه الحالة الأخيرة مختلفة حيث تؤثر فيها لغة على أخرى، أما التناوب فلا تؤثر فيه لغة على أخرى بالضرورة. والبعض الآخر نقلة إلى التحول اللغوي ولا نجد أن هذه الترجمة مقبولة. على أية حال من أجل فهم هذا المصطلح لابد من العودة إلى مصطلح الازدواجية اللغوية والتعدد اللغوي وغيرها من مصطلحات علم اللغة الاجتماعي.